# Lillkåtatjärnen, Norrbotten
Lillkåtatjärnen är en sjö i Bodens kommun i Norrbotten och ingår i Piteälvens huvudavrinningsområde.